# Jean-Marie Degoutte

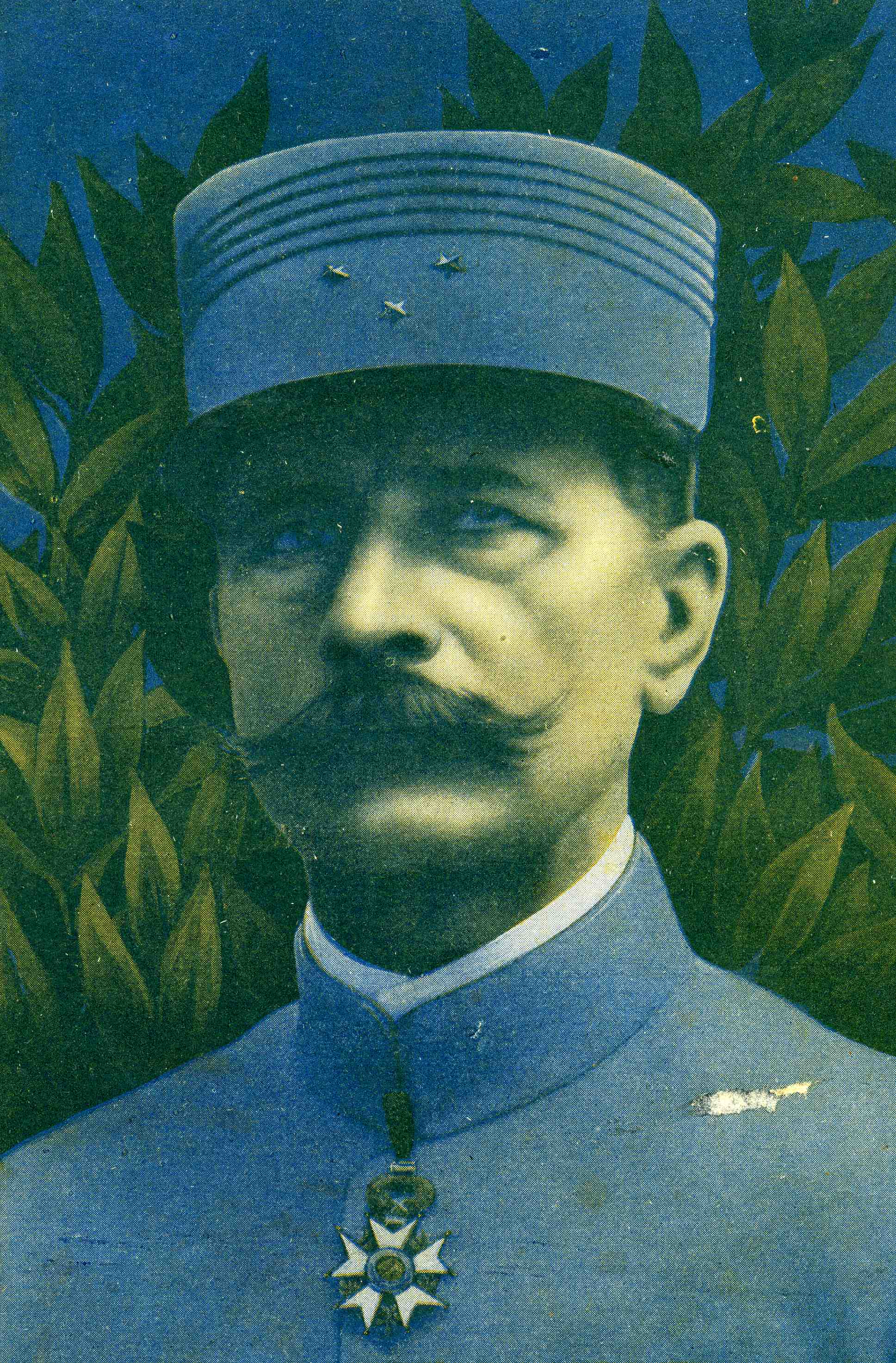
Jean-Marie Degoutte auf dem Cover von Le Pays de France im Ersten Weltkrieg

Jean-Marie Joseph Degoutte (* 18. April 1866 in Charnay, Département Rhône; † 31. Oktober 1938 ebenda) war ein französischer Offizier, zuletzt Général de division.

## Leben
Geboren als Sohn eines Landwirts, besuchte er das Lyzeum in Bourg-en-Bresse. 1887 ging er zum Militär und kam zunächst zum 30. Artillerieregiment. Ab Oktober 1888 besuchte er die Militärschule Saint-Cyr und diente nach seinem Abschluss vier Jahre im 4. Zuavenregiment in Tunesien. 1895 meldete er sich freiwillig für einen Einsatz in Madagaskar, wurde aber nicht zugelassen, worauf er auf eigene Faust dorthin reiste und Madagassisch lernte. Auf Intervention Maurice Baillouds wurde er schließlich aus dem Arrest befreit, zu dem seine Insubordination geführt hatte. Nach seiner Beförderung zum Capitaine wurde er dem 21e régiment d’infanterie zugeteilt, um sich auf die École supérieure de guerre vorzubereiten, die er ab 1899 besuchte. Im gleichen Jahr unterbrach er seine Studien, um sich als Freiwilliger unter General Bailloud an der Niederschlagung des Boxeraufstands zu beteiligen. 1902 kehrte er an die École de guerre zurück, um seine Studien zu beenden.
1905 diente Degoutte im Stab von General Bailloud in Algier, später zeitweise im Heimatland. 1911 nahm er an der Besetzung Marokkos teil und wurde 1912 zum Lieutenant-colonel befördert. Nach Studien am Centre des hautes études militaires des Generalstabs wurde er zu Beginn des Ersten Weltkriegs Chef des Generalstabs des IV. Armeekorps. Zu Beginn des Jahres 1916 wurde er Chef des Stabes der 4. Armee und erhielt nach seiner Beförderung zum Général de brigade im August dieses Jahres den Befehl über die 1. Marokkanische Division. Vor der Schlacht bei Malmaison im Oktober 1917 wurde er zum Kommandierenden General des XXI. Armeekorps ernannt.
Nach den Erfolgen der deutschen Frühjahrsoffensive 1918 an der Aisne löste er im Juni General Denis Auguste Duchêne als Oberbefehlshaber der 6. Armee ab, mit der er an der Zweiten Marneschlacht teilnahm. Ab September 1918 diente Degoutte in Flandern als Chef des Stabes des belgischen Königs Albert I. Nach dem Waffenstillstand übernahm er erneut die 6. Armee, mit der er das linke Rheinufer besetzte.

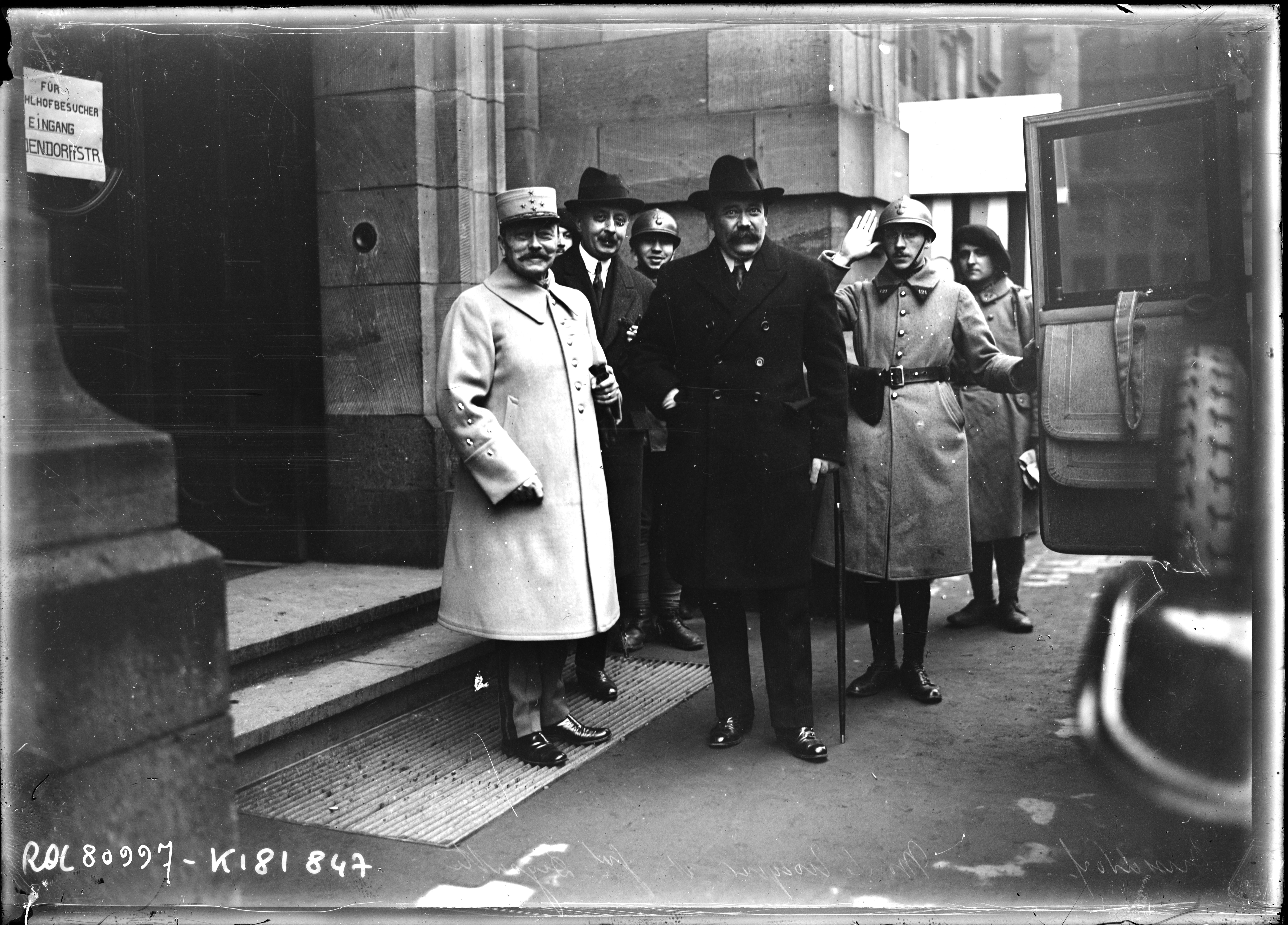
Jean-Marie Degoutte und Minister Yves Le Trocquer (1877–1938) während der Ruhrbesetzung am Haupteingang des Stahlhofs in Düsseldorf, Januar 1923

Im Oktober 1919 wurde Degoutte zum Oberbefehlshaber der französischen Rheinarmee und gleichzeitig zum Mitglied im Conseil supérieur de guerre ernannt. Er residierte im Deutschhaus zu Mainz. Degoutte setzte sich für eine vollständige Besetzung des Ruhrgebiets ein, als Deutschland mit seinen Reparationszahlungen in Rückstand geriet und führte den Befehl während der Ruhrbesetzung. Nachdem im Dawes-Plan von 1924 der Rückzug der Franzosen beschlossen worden war, verlangte er seine Abberufung und wurde durch Adolphe Guillaumat abgelöst. Ihm zu Ehren wurde die Mainzer „General-Feldzeugmeister“-Kaserne des ehemaligen Fußartillerie-Regiments Nr. 3 in Caserne Degoutte umbenannt.  Die letzten Jahre seines Militärdienstes bis 1931 verbrachte er als designierter Oberbefehlshaber der Armée des Alpes und setzte sich für die Verstärkung der Maginot-Linie an der Grenze zu Italien ein.

## Schriften
- L’occupation de la Ruhr (1924)